# Marceli Paweł Plebiński
Marceli Paweł Plebiński (ur. 13 stycznia 1839 w Koniecpolu, zm. 12 stycznia 1906 w Warszawie) – polski architekt.
Ukończył Szkołę realną wyższą w Kielcach oraz wydział budowlany Szkoły Sztuk Pięknych w Warszawie. W 1862 pracował pod kierunkiem Feliksa Zygadlewicza, w 1863 i 1864 r. pracował przy odbudowaniu spalonego miasteczka Mszczonowa. Wybudował kilkadziesiąt domów w Warszawie (m.in. domy na Nowym Świecie nr 38, Hotel Royal, dom przy zbiegu Marszałkowskiej i Wilczej, przy zbiegu Nowogrodzkiej i Kruczej), również kilka kościołów na prowincji (m.in. Kościół Matki Bożej Różańcowej w Nagłowicach.
Kilkukrotnie wybierany na wiceprezesa Koła Architektów, reprezentanta Kasy Przemysłowców i Tow. Kredytowego Miejskiego, kierownika sekcji technicznej przy Warszawskim Towarzystwie Dobroczynności.